# Scagea
Scagea es un género de plantas perteneciente a la familia Picrodendraceae. Comprende dos especies originarias de Nueva Caledonia.

## EspeciesdeScagea
- Scagea depauperata (Baill.) McPherson, Bull. Mus. Natl. Hist. Nat., B, Adansonia 7: 248 (1985 publ. 1986).
- Scagea oligostemon (Guillaumin) McPherson, Bull. Mus. Natl. Hist. Nat., B, Adansonia 7: 248 (1985 publ. 1986).